# Károly Tagányi

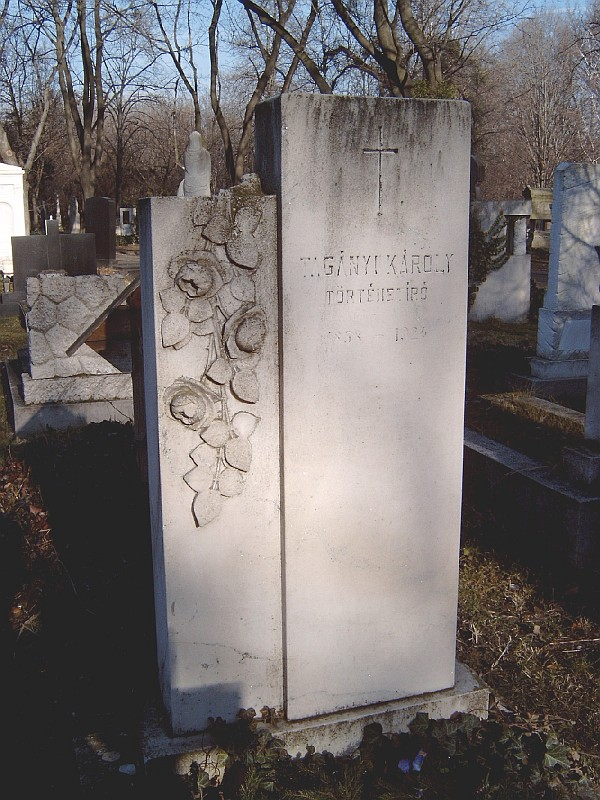
Károly Tagányis gravställe

Károly Tagányi, född 19 mars 1858 i Nyitra, död 9 september 1924 i Budapest, var en ungersk historiker och arkivarie.
Tagányi var arkivarie i riksarkivet i Budapest. Bland hans arbeten (samtliga på ungerska) märks Ungerns vapensamling (1881), Ungersk forsturkundssamling (tre band, 1896), Gamla ungerska riksarkivet (1897), Forna ungerska hovkansliets arkiv (1898) och Transsylvanska hovkansliets arkiv (samma år). Han utgav dessutom arbeten och urkundssamlingar rörande Ungerns ekonomiska historia samt redigerade tidskriften "Ekonomisk-historisk revy".